# Coppa delle Nazioni Juniors UCI
La Coppa delle Nazioni Juniors UCI (fr. UCI Coupe des Nations Juniors) è il circuito mondiale di ciclismo su strada riservato ai giovani ciclisti della categoria Juniores (17 e 18 anni).
Introdotto nel 2008 e riservato alle squadre nazionali, al 2022 conta di dieci prove alle quali si aggiungono due prove dei Campionati del mondo di ciclismo su strada Juniores e due Campionati continentali in linea di categoria (campionati europei e campionati africani). La competizione ha preso il posto della Coppa del mondo UCI Juniors, organizzata dal 1994 al 2007.

## Corse
| Nome                                              | Paese         | Anni                        |
| ------------------------------------------------- | ------------- | --------------------------- |
| Kroz Istru                                        | Croazia       | 2008-2009, 2011-2014        |
| Tour de l'Abitibi                                 | Canada        | 2008-2011, 2014-2019, 2022- |
| Grand Prix Général Patton                         | Lussemburgo   | 2008-2019                   |
| Corsa della Pace Juniors                          | Rep. Ceca     | 2008-2019, 2021-            |
| Saarland Trofeo                                   | Germania      | 2008-2019, 2021-            |
| Campionati del mondo - Prova a cronometro Juniors | variabile     | 2008-2019, 2021-            |
| Campionati del mondo - Prova in linea Juniors     | variabile     | 2008-2019, 2021-            |
| Parigi-Roubaix Juniors                            | Francia       | 2008-2019, 2022-            |
| Grand Prix Denmark                                | Danimarca     | 2011                        |
| Campionati europei - Prova in linea Juniors       | variabile     | 2012-                       |
| Campionati panamericani - Prova in linea Juniors  | variabile     | 2012-2016                   |
| Campionati asiatici - Prova in linea Juniors      | variabile     | 2012-2019                   |
| Campionati africani - Prova in linea Juniors      | variabile     | 2012-2019, 2021-            |
| Trophée Centre Morbihan                           | Francia       | 2013-2019, 2021-            |
| Tour du Pays de Vaud                              | Svizzera      | 2015-2019, 2022-            |
| Gand-Wevelgem Juniors                             | Belgio        | 2016-2019, 2022-            |
| Campionati oceaniani - Prova in linea Juniors     | variabile     | 2017-2019                   |
| Tour de DMZ                                       | Corea del Sud | 2017-2019, 2022-            |
| Visegrad 4 Juniors                                | Ungheria      | 2020                        |
| One Belt One Road Nations' Cup Hungary            | Ungheria      | 2021-                       |
| Watersley Junior Challenge                        | Paesi Bassi   | 2022-                       |

- In giallo le corse non più inserite nel programma.

## Punteggi
| Posizione | Punti              | Punti         | Punti | Punti              | Punti            |
| Posizione | Corsa di un giorno | Corsa a tappe | Tappe | Campionati europei | Altri campionati |
| --------- | ------------------ | ------------- | ----- | ------------------ | ---------------- |
| 1         | 20                 | 30            | 6     | 10                 | 8                |
| 2         | 17                 | 25            | 5     | 8                  | 5                |
| 3         | 15                 | 20            | 4     | 6                  | 3                |
| 4         | 13                 | 17            | 3     | 5                  | 1                |
| 5         | 11                 | 16            | 2     | 4                  |                  |
| 6         | 10                 | 15            | 1     | 3                  |                  |
| 7         | 9                  | 14            |       | 2                  |                  |
| 8         | 8                  | 13            | 1     |                    |                  |
| 9         | 7                  | 12            |       |                    |                  |
| 10        | 6                  | 11            |       |                    |                  |
| 11        | 5                  | 10            |       |                    |                  |
| 12        | 4                  | 9             |       |                    |                  |
| 13        | 3                  | 8             |       |                    |                  |
| 14        | 2                  | 7             |       |                    |                  |
| 15        | 1                  | 6             |       |                    |                  |
| 16        |                    | 5             |       |                    |                  |
| 17        | 4                  |               |       |                    |                  |
| 18        | 3                  |               |       |                    |                  |
| 19        | 2                  |               |       |                    |                  |
| 20        | 1                  |               |       |                    |                  |

## Palmarès
| Anno | Vincitore   | Punti | Secondo     | Punti | Terzo       | Punti |
| ---- | ----------- | ----- | ----------- | ----- | ----------- | ----- |
| 2008 | Belgio      | 212   | Polonia     | 194   | Danimarca   | 171   |
| 2009 | Belgio      | 223   | Paesi Bassi | 215   | Francia     | 187   |
| 2010 | Stati Uniti | 207   | Russia      | 177   | Australia   | 147   |
| 2011 | Francia     | 388   | Danimarca   | 309   | Paesi Bassi | 276   |
| 2012 | Danimarca   | 324   | Francia     | 185   | Belgio      | 150   |
| 2013 | Francia     | 278   | Danimarca   | 258   | Paesi Bassi | 203   |
| 2014 | Francia     | 318   | Danimarca   | 236   | Germania    | 218   |
| 2015 | Stati Uniti | 371   | Belgio      | 228   | Danimarca   | 220   |
| 2016 | Danimarca   | 301   | Stati Uniti | 258   | Francia     | 253   |
| 2017 | Norvegia    | 274   | Kazakistan  | 228   | Italia      | 224   |
| 2018 | Belgio      | 222   | Italia      | 208   | Norvegia    | 190   |
| 2019 | Germania    | 240   | Stati Uniti | 178   | Italia      | 158   |
| 2020 | Danimarca   | 40    | Germania    | 38    | Rep. Ceca   | 25    |
| 2021 | Norvegia    | 208   | Belgio      | 110   | Francia     | 88    |